# Liste von Moscheen in China
Dies ist eine Liste von Moscheen in China. Es gab 2006 insgesamt etwa 45.000 Moscheen in China.

## Berühmte Moscheen in China
| Name                          | Provinz/Ort                  | Jahr    | sonstiges                                 | Bilder |
| ----------------------------- | ---------------------------- | ------- | ----------------------------------------- | ------ |
| Niujie-Moschee                | Peking                       | 996     |                                           |        |
| Huaisheng-Moschee             | Guangzhou                    | 7. Jh.  | web                                       |        |
| Heytgah-Moschee               | Kaschgar, Xinjiang           | 15. Jh. | web                                       |        |
| Große Moschee von Xi’an       | Xi’an, Shaanxi               | ca. 700 |                                           |        |
| Xiaotaoyuan-Moschee           | Shanghai                     | 1925    |                                           |        |
| Emin-Minarett und Moschee     | Gaochang, Xinjiang           |         |                                           |        |
| Qingjing-Moschee              | Quanzhou, Fujian             |         |                                           |        |
| Moschee von Tongxin           | Tongxin, Ningxia             |         | web                                       |        |
| Bukui-Moschee                 | Qiqihar, Heilongjiang        |         |                                           |        |
| Daxue-Xixiang-Moschee         | Xi’an, Shaanxi               |         |                                           |        |
| Dongsi-Moschee                | Peking                       |         |                                           |        |
| Houjie-Moschee                | Qinzhou (Tianshui), Gansu    |         |                                           |        |
| Kranich-Moschee               | Yangzhou, Jiangsu            |         |                                           |        |
| Moschee von Zhuxian           | Kaifeng, Henan               |         |                                           |        |
| Moschee zu Botou              | Botou, Hebei                 |         |                                           |        |
| Phönix-Moschee                | Hangzhou, Zhejiang           |         |                                           |        |
| Beida-Moschee von Qinyang     | Qinyang, Henan               |         |                                           |        |
| Große Moschee von Hohhot      | Hohhot, Innere Mongolei      |         |                                           |        |
| Große Moschee von Tianjin     | Tianjin                      |         | web                                       |        |
| Hotan-Moschee                 | Hotan, Xinjiang              | 1870    |                                           |        |
| Große Moschee von Changchun   | Changchun, Jilin             |         |                                           |        |
| Südliche Moschee von Shenyang | Shenyang, Jilin              |         |                                           |        |
| Songjiang-Moschee             | Shanghai                     |         | web                                       |        |
| Baba-Moschee von Langzhong    | Langzhong, Sichuan           |         | web                                       |        |
| Yidu-Zhenjiao-Moschee         | Qingzhou, Shandong           |         | web                                       |        |
| Dongda-Moschee (Kaifeng)      | Kaifeng, Henan               |         | web                                       |        |
| Dongda-Moschee (Jinan)        | Jinan, Shandong              |         |                                           |        |
| Xiguan-Moschee                | Lanzhou, Gansu               |         | web                                       |        |
| Dongguan-Moschee              | Xining                       |         | web                                       |        |
| Taiyuan-Moschee               | Taiyuan, Shanxi              |         | web                                       |        |
| Altyn-Moschee                 | Yarkant, Xinjiang            |         | s. a. Herrschergräber des Yarkant-Khanats |        |
| Nanguan-Moschee (Yinchuan)    | Yinchuan, Ningxia            |         | web                                       |        |
| Nanguan-Moschee (Linxia)      | Linxia, Gansu                |         | web                                       |        |
| Najiahu-Moschee               | Yongning (Yinchuan), Ningxia |         | web                                       |        |
| Huashi-Moschee                | Peking                       |         | web                                       |        |
| Huxi-Moschee                  | Shanghai                     |         | web                                       |        |
| Dongguan-Moschee              | Xining                       |         | web, web                                  |        |
| Dingzhou-Moschee              | Dingzhou, Hebei              |         | web                                       |        |
| Huangcheng-Moschee            | Chengdu, Sichuan             |         | web                                       |        |
| Pudong-Moschee in Shanghai    | Shanghai                     |         | web                                       |        |
| Yongshou-Moschee              | Xicheng, Peking              |         | web                                       |        |
| Baba-Moschee                  | Langzhong, Sichuan           |         | web                                       |        |
| Jingjue-Moschee               | Nanjing, Jiangsu             |         | web                                       |        |
| Gyel Lhakhang                 | Lhasa, Tibet                 |         |                                           |        |
| Tuogu-Moschee                 | Ludian, Yunnan               |         |                                           |        |
| Shunchengjie-Moschee          | Kunming, Yunnan              |         |                                           |        |
| Miyi-Moschee                  | Miyi, Sichuan                |         |                                           |        |
| Dongda-Moschee                | Kaifeng, Henan               |         |                                           |        |

## Bilder

Apak-Hodscha-Mausoleum
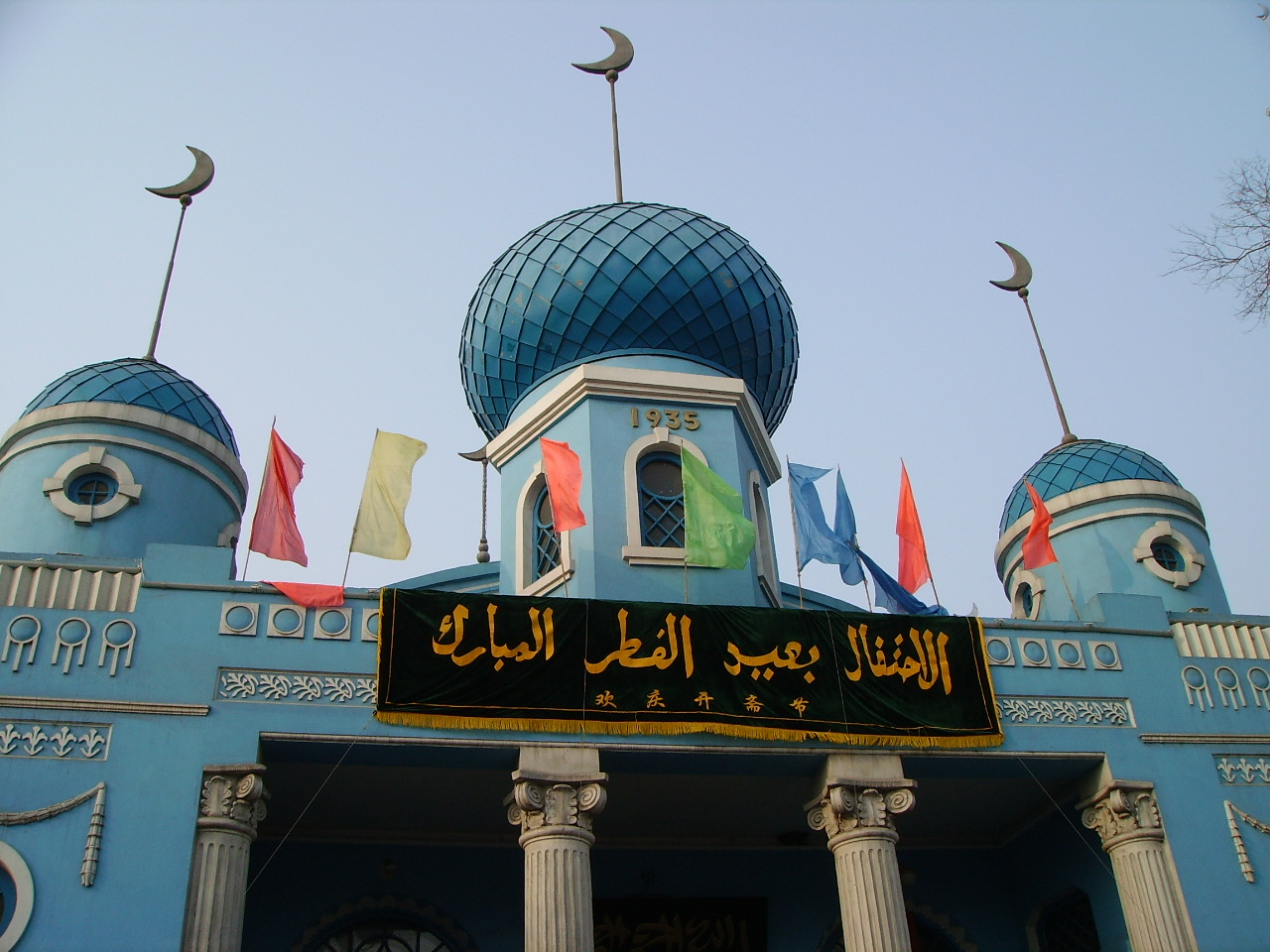
Harbin-Moschee
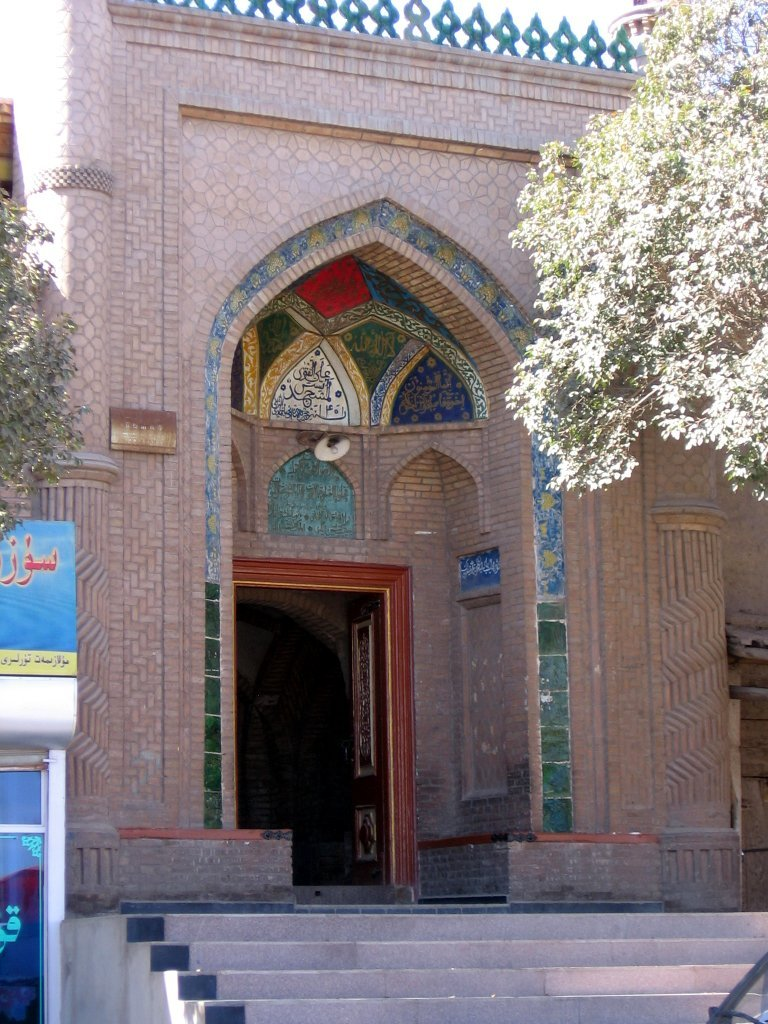
Moschee in Kaschgar
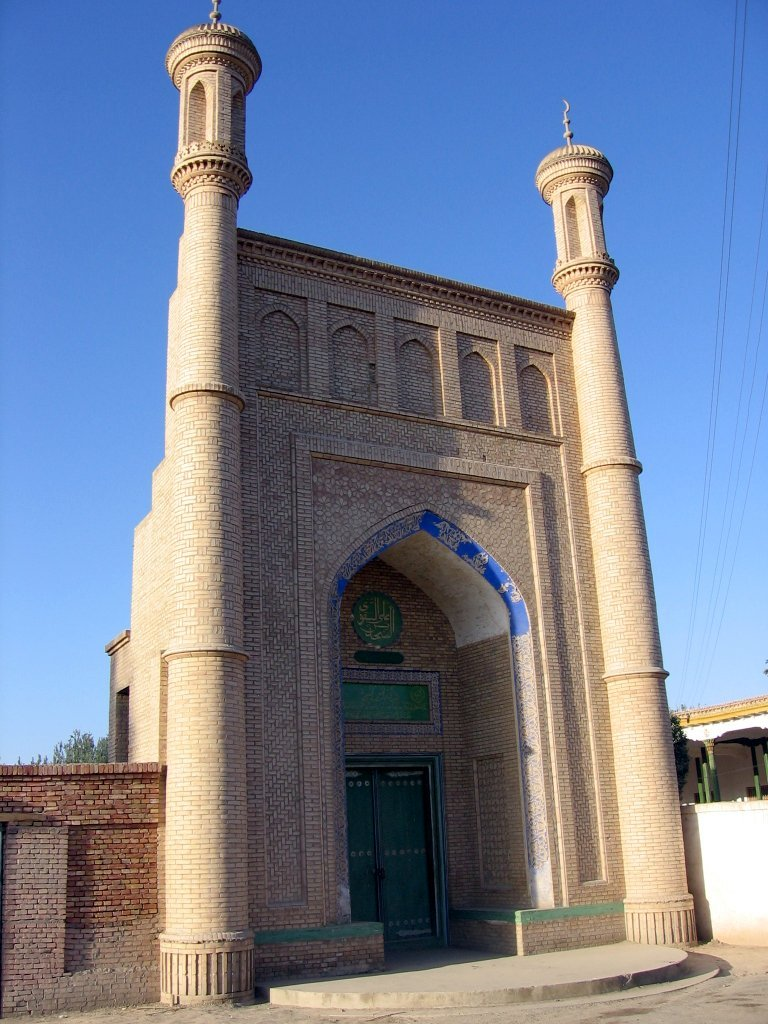
Moschee in Upal
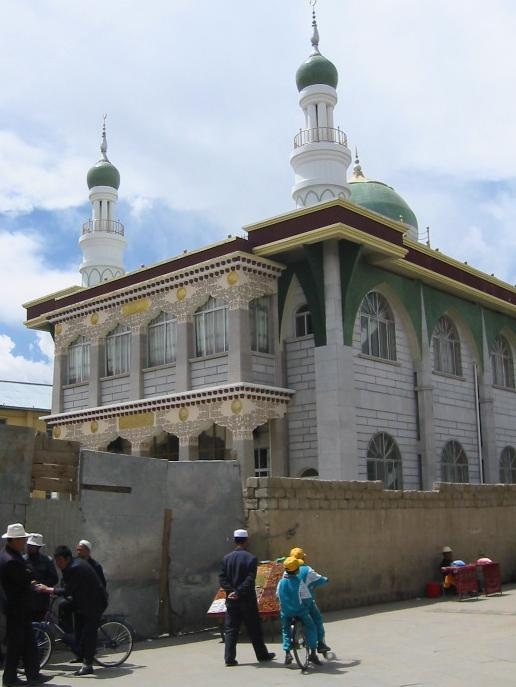
Moschee in Lhasa
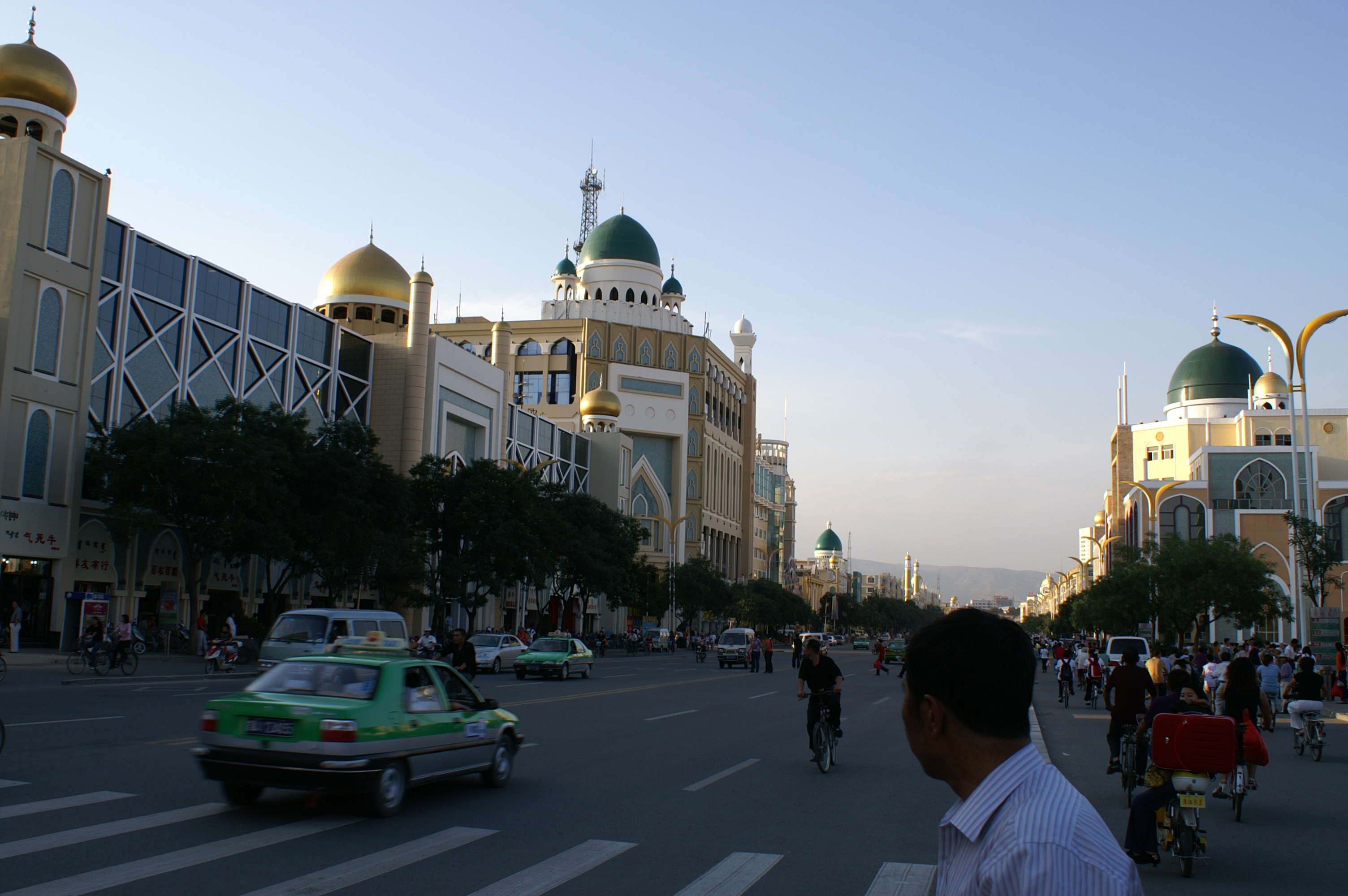
Straße in Hohhot mit mehreren Moscheen
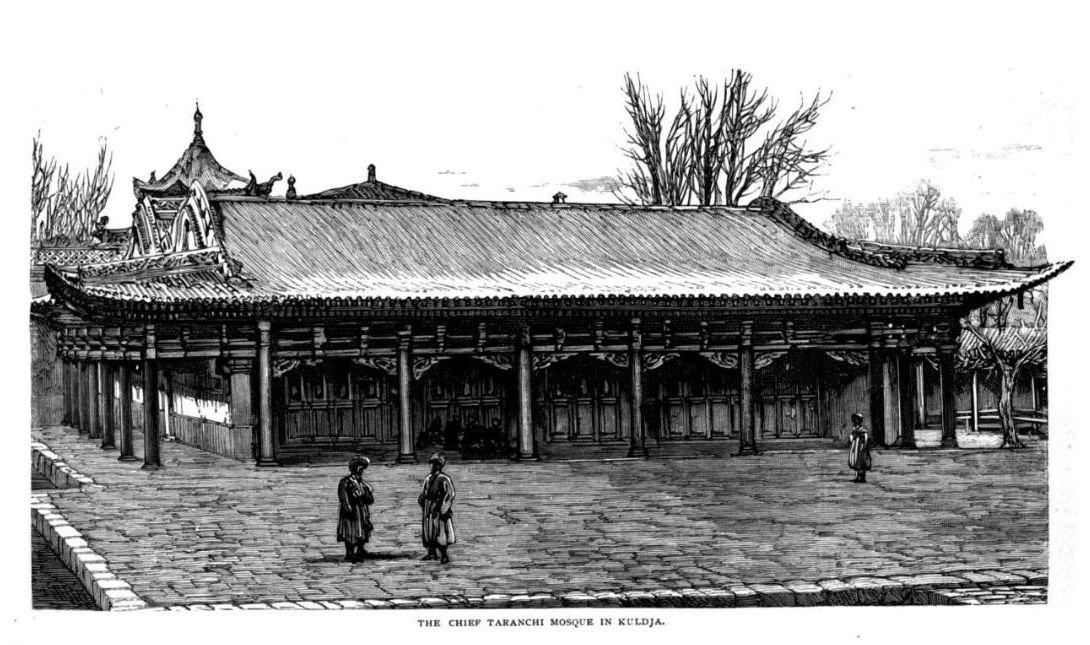
Taranchi-Moschee in Gulja (Yining) im Jahr 1882
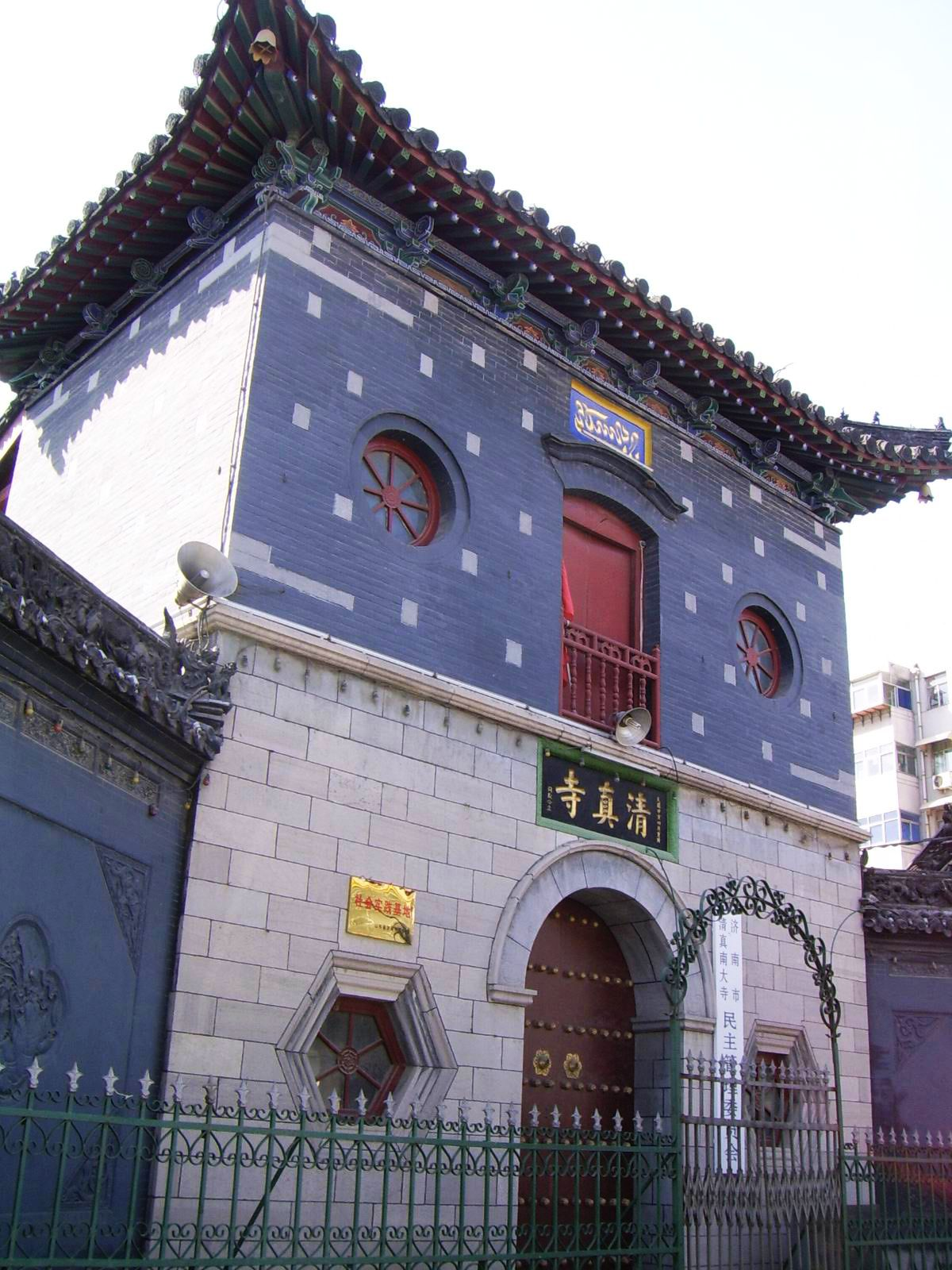
Große Südliche Moschee, Jinan